# Nagradit' (posmertno)
Nagradit' (posmertno) (Наградить (посмертно)) è un film del 1986 diretto da Boris Alekseevič Grigor'ev.

## Trama
Il film è ambientato nell'inverno del 1945. Il film racconta dell'ufficiale dell'intelligence in prima linea Jurij Sosnin, che finì in ospedale a causa di uno shock da granata. Le autorità credevano che fosse morto e decisero di ricompensarlo postumo. Dopo la dimissione, ha ottenuto un lavoro come autista, senza ricordare nulla, ed è stato coinvolto in una guerra tra bande.